# هور الترابة
هور الترابة وهو أحد الاهوار في العراق يقع في قضاء قلعة صالح في ميسان وكان من ضمن الاهوار المجففة جزئيا ثم عادت له المياه بصورة طبيعية بعد سقوط نظام صدام حسين لتغمر مساحة كبيرة منه بنسبة 60% الانه لا زالت هنالك اراضي مجففة استغل منها للزراعة وكذلك سكنتها عدة تجمعات سكانية يتم تغذية هذا الهور وانعاشه بالمياه من خلال منافذه من داخل العراق وهي نهر الترابه وهو فرع من نهر دجلة كما ان هذا الهور امتداد لهور أم نعاج مياه الهور في حالة زيادة المياه الداخلة له فانها تهدد الأراضي الزراعية المحيطة به والتي يستغلها السكان وتحدث فيها دمار وفي مساكنهم يبعد هور الترابة عن قضاء قلعة صالح (22)كم من جهة الشمال ومن جهة الشرق يكون الفاصل الحدودي بين العراق وإيران بعرض حوالي (40)كم عن الساتر الإيراني وإن سكنة هور الترابة الاصليين اغلب السكان هاجروا إلى المدينة بسبب تجفيف الاهوار وقلة الخدمات والوضع الاقتصادي والاجتماعي هناك وما تزال الهجرة مستمرة لحد الآن.